# Microvision
A Microvision (más néven Milton Bradley Microvision vagy MB Microvision)  kézi videójáték-konzol, az első amely cserélhető játékkazettákat használ. A konzolt a Milton Bradley Company jelentette meg 1979 novemberében 49,99 amerikai dolláros fogyasztói áron.
A Microvisiont Jay Smith mérnök tervezte, aki később a Vectrexet is megtervezte. A Microvision hordozhatósága és kazettaalapú rendszere mérsékelt sikerhez vezetett, a Smith Engineering 15 millió dolláros bevételhez jutott a rendszer megjelenésének első évében. A játékkazetták rendkívül alacsony száma, a kis kijelző és az ismert otthoni videójáték-vállalatok támogatásának hiánya 1981-ben a konzol gyártásának megszűnéséhez vezetett. Okada Szatoru, a Nintendo Research & Development 1 részlegének egykori vezére azt állította, hogy a Microvision ihlette a Nintendo Game & Watch kézi videójáték-konzolsorozatát, melyet úgy terveztek, hogy az megkerülje a Microvision korlátozottságait.

## Gyártás
A Microvisionnek a legtöbb későbbi videójáték-konzollal ellentétben nincs beépített processzora, helyette inkább a játékok kazettáján kapott az helyet. Ez gyakorlatilag azt jelenti, hogy maga a konzol a játékok irányításra használt gombokból, az LCD-panelből és az LCD-kontrollerből áll.
Az első Microvision-játékkazettákat Intel 8021 (a Signeticstől keresztlicencelve) és Texas Instruments TMS1100 processzorokkal is szerelték. A Milton Bradley a vásárlási nehézségek miatt később kizárólag a TMS1100 processzorokra váltott, még az eredetileg a 8021 processzorra írt játékokat is átírták rá. Ugyan a TMS1100 egyszerűbb eszköz volt, azonban több memóriával és kisebb energiafelhasználással rendelkezett mint a 8021. A Microvision első kiadásának futtatásához két elemre volt szükség a 8021 nagyobb energiafelhasználása végett, viszont a későbbi, kizárólag a TMS1100-re kifejlesztett egységeknek már egy is elég volt. Ugyan az elemtartót két 9 voltos elem befogadására tervezték, azonban ha az egyik helyes, míg a másik helytelen polaritással van belehelyezve, akkor a két elem rövidre zár és túlmelegszik. Erre azt a megoldást választották a későbbi modelleken, hogy az egyik elemrekeszből eltávolították a terminálokat. A Milton Bradley a gyártási öntőformák lecserélésnek magas ára miatt nem távolította el a második elemrekeszt, helyette az eltávolított terminálú elemrekeszt tartalékelem-tartónak nevezték.
A Milton Bradley elsősorban az asztali Vectrex rendszer népszerűsítésére helyezte a hangsúlyt, ezzel is hozzájárulva a Microvision gyenge kereskedelmi teljesítményéhez.

## Problémák

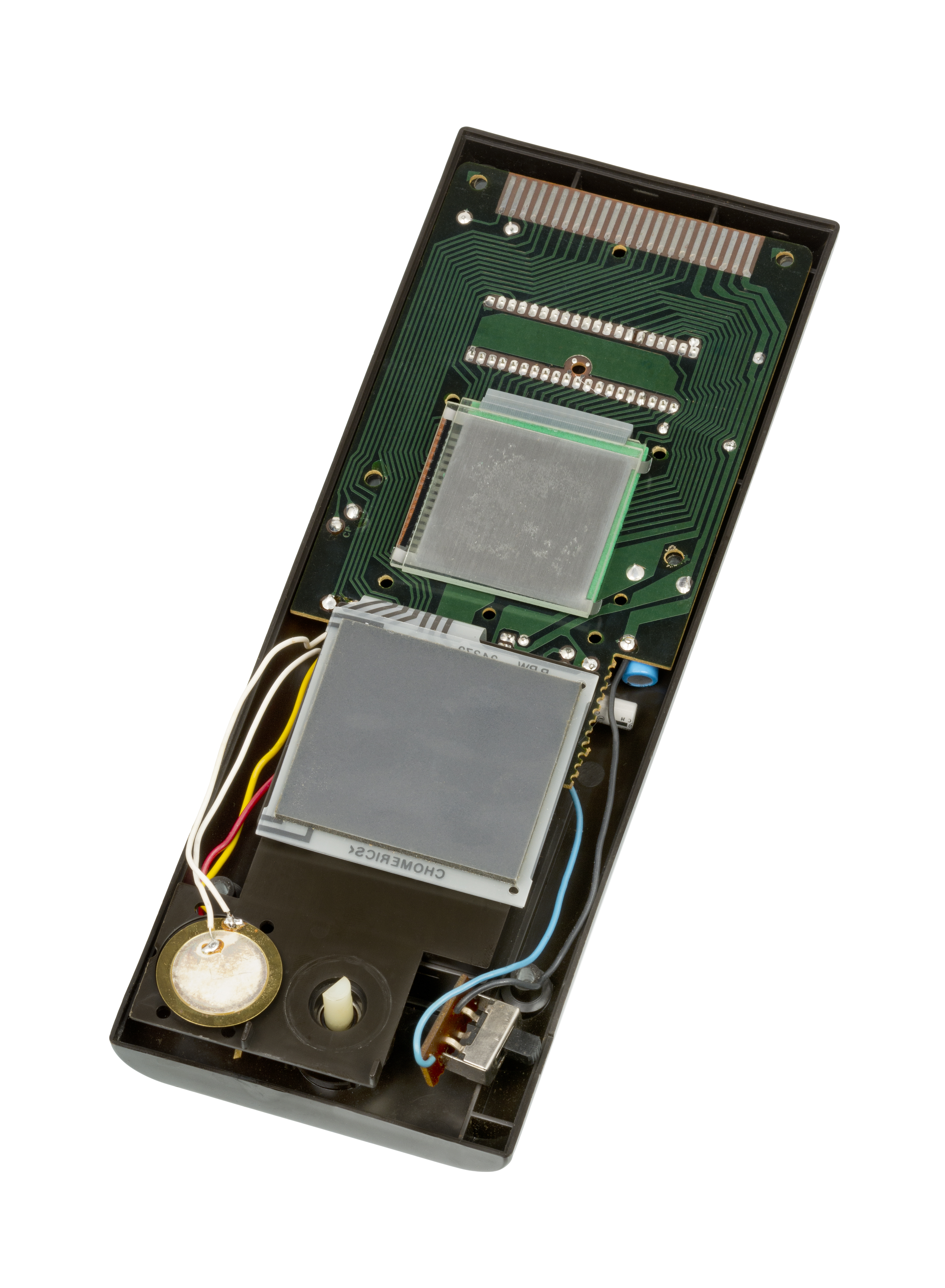
Látható képernyőkárosodás egy felnyitott Microvision-egységen

A Microvision-egységek és -játékkártyák valamelyest ritkáknak mondhatóak.[forrás?] A még fennmaradt egységek három főbb problémára fogékonyak: a „képernyőrothadásra”, a szikrakisüléses károkra, valamint a billentyűblokk elromlására.

### Képernyőrothadás
A Microvision LCD-kijelzőinek gyártási technológiája a modern normákkal szemben primitívnek mondható. A gyártás során keletkező rossz tömítés és a szennyeződések a „képernyőrothadásnak” nevezett állapothoz vezethetnek. A folyadékkristályok spontán módon kiszivároghatnak és visszafordíthatatlanul elsötétedhetnek, ami ugyan még egy játszható játékkártyához vezethet, ami azonban nem képes helyesen kirajzolni a játékot. Amíg az extrém magas hőmérséklet által okozott károk könnyedén elkerülhetőek, addig a képernyőrothadás ellen nem lehet semmit sem tenni.

### Szikrakisüléses károk
A korai egységek egyik jelentős tervezési hiányossága, hogy a játékkártyákra szerelt mikroprocesszorok nem rendelkeznek szikrakisülés elleni védelemmel, pedig közvetlenül a Microvision-egységet és a játékkártyákat összekötő réz lábakra vannak kapcsolva. Ha a felhasználó kinyitja a lábakat eltakaró, azok védelmére szolgáló tolóajtót, akkor a processzor ki lehet téve a felhasználóban felgyülemlő elektromos töltésnek. Ha a felhasználóban lényegesebb mennyiségű elektromos töltés gyűlt fel, akkor az az ajtó széléről vagy akár az ajtón keresztül is átmehet (dielektromos meghibásodás). A játékkártyákban lévő alacsony feszültségű integrált áramkör különösképpen érzékeny a szikrakisülésekre, néhány tíz, az ember által nem érezhető mennyiségű volt is elpusztíthatja azt, ezzel használhatatlanná téve a játékkártyát. Ezt a jelenséget John Elder Robison, a Milton Bradley egykori mérnöke a Look Me in the Eye című könyvében részletesen is leírta; Robinson elmondása szerint a hiba az 1979-es karácsonyi szezonban annyira jelentős volt – az egységek közel 60%-át hibásként visszavitték a vásárlók – hogy jelentős pánikot keltett a Milton Bradley-alkalmazottak között és a statikus töltés jobb elvezetése érdekében a későbbi Microvision-egységekben és a gyártósorokban is módosításokat kellett végrehajtani.

### A billentyűblokk meghibásodása
A Microvision-egységen egy tizenkét gombos billentyűblokk van, melyek kapcsolói vastag, rugalmas műanyagréteg alatt kaptak helyet. A játékkártyák alján kivágások vannak a gombokhoz. Mivel a játékok különböző gombfunkciókat kívánhattak meg, ezért a kivágásokat vékony műanyagdarabokkal fedték le, melyekre a gombok adott játékhoz való funkcióját nyomtatták rá. Ezzel az a probléma, hogy a gombok lenyomása kinyújtja a nyomtatott műanyagokat, melyek végül elszakadhatnak. Számos korai játékot úgy programoztak, hogy az adott funkció nem a gomb lenyomásával, hanem annak felengedésével indult be. Ennek eredményeképp előfordulhat, hogy a felhasználók erősebben nyomták le a gombokat, mivel semmiféle visszacsatolást nem kaptak arról, hogy lenyomták az adott gombot. Ez amiatt volt, hogy a tervezési fázisban használt billentyűblokkok eltértek a gyártásba került egységekétől; a prototípusként használt billentyűblokkok érezhető visszajelzést adtak a gombok lenyomásakor, ami viszont a gyártásba került egységekbe már nem került be.[forrás?]

## Technikai részletek

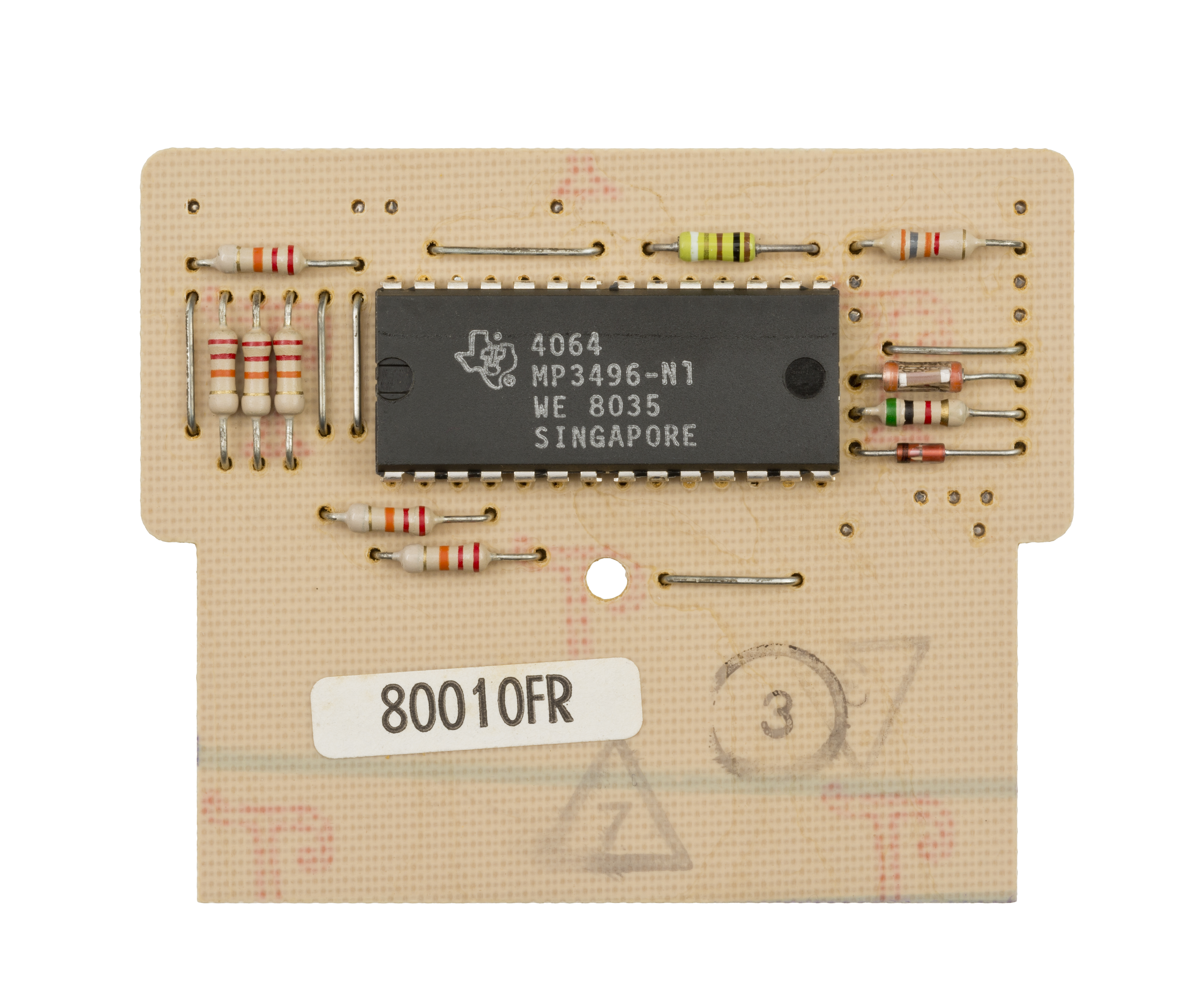
A Block Buster című játék nyomtatott áramköre, melyen látható a TMS1100-családba tartozó TI3496 processzor

- CPU: Intel 8021/TI TMS1100 (a játékkártyákon)
- Képernyő: 16×16 képpontos LCD[4]
- Regiszterszélesség: 4 bit (TMS1100), 8 bit (8021)
- Processzorsebesség: 100 kHz
- RAM: 16 byte (a CPU-ra integrálva)
- ROM: 2K (TMS100), 1K (8021)
- ROM-kazetta: 2K (TMS 1100), 1K (8021) (a CPU-ra integrálva; minden játék CPU-ja eltérő)
- Grafikai processzor: LCD Custom Driver (melyet a Hughes gyártott)
- Hang: Piezo csipogó
- Bemenet: tizenkét gombos billentyűblokk, evező
- Áramellátás: egy vagy két 9 voltos elem a korai Microvision-egységeknél, egy 9 voltos elem a későbbi Microvision-egységeknél
- Teljesítménydisszipáció: 110 mW (TMS 1100), 1 W (8021)

## Játékok
A Microvision-játékkazetták Észak-Amerikában bézs színben jelentek meg, azonban Európában több különböző színt kaptak és a játékok sorszámozva voltak a dobozukon.
A konzolra összesen tizenkettő játék jelent meg.
   A piros háttér a törölt játékokat jelzi. 
| #  | Észak-amerikai cím                              | További címek                                                                                    | Sorszám (EU) | Kiadási dátum                                               | Mikroprocesszor              |
| -- | ----------------------------------------------- | ------------------------------------------------------------------------------------------------ | ------------ | ----------------------------------------------------------- | ---------------------------- |
| 1  | Block Buster                                    | Block Buster Casse Brique                                                                        | 1            | 1979. november                                              | TI MP3496–N1 vagy TI MP3450A |
| 2  | Bowling                                         | Bowling                                                                                          | 2            | 1979. november                                              | TI MP3475NLL                 |
| 3  | Connect Four                                    | Connect 4 4 Gewinnt Veir Op’n Rij Forza 4 Puissance 4                                            | 5            | 1979. november                                              | Signetics Intel 8021         |
| 4  | Pinball                                         | Pinball Flipper                                                                                  | 4            | 1979. november                                              | TI MP3455NLL                 |
| 5  | Mindbuster                                      | N/A                                                                                              | N/A          | 1979.                                                       | TI MP3457NLL                 |
| 6  | Star Trek: Phaser Strike (később Phaser Strike) | Shooting Star                                                                                    | 3            | 1979.                                                       | TI MP3545                    |
| 7  | Vegas Slots                                     | N/A                                                                                              | N/A          | 1979.                                                       | ?                            |
| 8  | Baseball                                        | N/A                                                                                              | N/A          | 1980.                                                       | ?                            |
| 9  | Sea Duel                                        | Sea Duel See-Duell Duel Duello Sul Mare Bataille Navale (Battleship)                             | 6            | 1980.                                                       | ?                            |
| 10 | Alien Raiders                                   | Space Blitz Blitz                                                                                | 7            | 1981.                                                       | ?                            |
| 11 | Cosmic Hunter                                   | N/A                                                                                              | N/A          | 1981.                                                       | ?                            |
| 12 | N/A                                             | Super Block Buster Super Blockbuster Super Block Buster Super Casse Brique (Super Brick Breaker) | 8            | 1982.                                                       | ?                            |
| 13 | Barrage                                         | ?                                                                                                | ?            | Nem jelent meg (a tervek szerint 1982-ben jelent volna meg) | ?                            |

## Megjelenése a popkultúrában
A Microvision szerepel a Péntek 13. – II. rész (1981) című filmben.

## Fordítás
- Ez a szócikk részben vagy egészben  a   Microvision című angol Wikipédia-szócikk ezen változatának fordításán alapul.  Az eredeti cikk szerkesztőit annak laptörténete sorolja fel. Ez a jelzés csupán a megfogalmazás eredetét és a szerzői jogokat jelzi, nem szolgál a cikkben szereplő információk forrásmegjelöléseként.